# 405 Maritime Patrol Squadron
Das No. 405 Maritime Patrol Squadron (405. Seeaufklärungsstaffel) ist eine Einheit der Royal Canadian Air Force innerhalb der kanadischen Streitkräfte, welche im Zweiten Weltkrieg unter dem Namen No. 405 Squadron RCAF aufgestellt wurde.

## Geschichte

### Zweiter Weltkrieg
Die Staffel wurde am 23. April 1941 in Driffield, Yorkshire, gegründet und mit Vickers-Wellington-Bombern ausgestattet. Zehn Wochen später flog sie den ersten Bombenangriff der Royal Canadian Air Force und bombardierte den Rangierbahnhof bei Schwerte. Im April 1942 wurde auf die Handley Page Halifax umgestiegen, mit denen No. 405 in der Nacht vom 30. zum 31. Mai 1942 an Operation Millennium teilnahm, besser bekannt als der „Tausend-Bomber-Angriff“ auf Köln.
Oktober 1942 wurde das Geschwader an den Costal Command der Royal Air Force überstellt. Dort flog es zur U-Boot-Abwehr Patrouille im Golf von Biskaya während Operation Torch.
Die Rückkehr zum Bomber Command erfolgte Anfang März 1943. Dort flog No. 405 eine Zeit lang mit der No. 6 Bomber Group, bevor es für die No. 8 (Pathfinder Force) Group ausgewählt wurde, mit der es bis Kriegsende im Einsatz war. In den letzten 20 Monaten der Bomber-Offensive erhielt die Staffel Bomber vom Typ Avro Lancaster.
Der letzte Flug von No. 405 Squadron RCAF fand am 25. April 1945 statt, als neun Lancaster-Bomber Hitlers Landhaus in Obersalzberg bombardierten und vier Maschinen deutsche Geschützbatterien auf Wangerooge angriffen. Die Auflösung des Geschwaders erfolgte am 5. September 1945.

### Nachkriegszeit

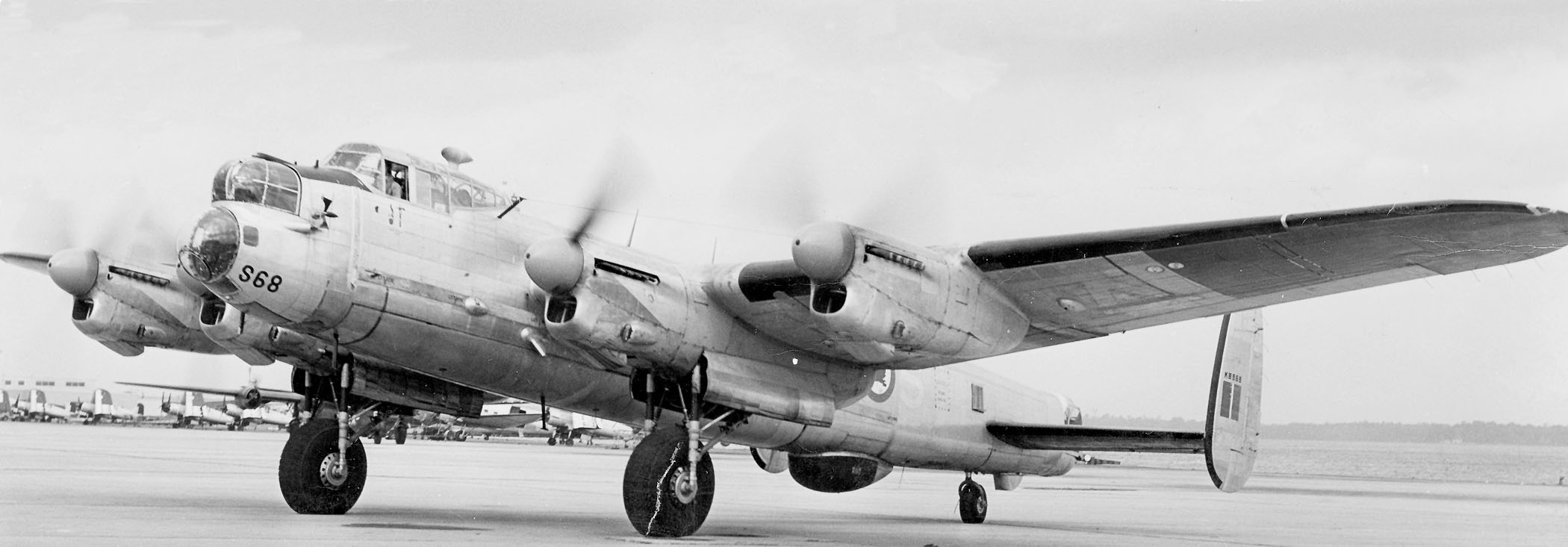
Lancaster Mk. 10MP 1950

Am 1. April 1947 wurde die Staffel unter der Bezeichnung No. 405 Bomber Reconnaissance Squadron an der Canadian Forces Base Greenwood neu aufgestellt und später zunächst in No. 405 Maritime Reconnaissance Squadron und schließlich in No. 405 Maritime Patrol Squadron umbenannt.
Als eine Seeaufklärungseinheit wurde sie im April 1950 mit modifizierten Mark-X-Lancaster-Flugzeugen ausgestattet. Diese wurden Mitte 1955 durch P2V7 Neptune ersetzt.
Im April 1958 war No. 405 das erste Geschwader der RCAF, welches die CP-107 Argus flog. Der letzte Flug mit diesem Flugzeug war am 10. November 1980, bevor es durch die CP-140 Aurora abgelöst wurde.